# Fosco Raffanelli
Fosco Raffanelli – kapitan regent San Marino w okresie od 1 października 1338 do 1 kwietnia 1339 roku wraz z Denarem Madronim.